# Suparna Airlines
Suparna Airlines, anteriormente conocida como Yangtze River Express (en chino tradicional, 揚子江快運; en chino simplificado, 扬子江快运; pinyin, Yángzǐjiāng Kuàiyùn), es una aerolínea de carga y de pasajeros china con sede en Shanghái. Su base principal es el Aeropuerto Internacional de Shanghái-Pudong. Fue fundada el 15 de enero de 2003, siendo la segunda aerolínea de carga en el país tras China Cargo Airlines.

## Destinos
Suparna Airlines ofrece vuelos internacionales de carga diarios desde Shanghái a Los Ángeles, Nueva York, Chicago, Boston, Frankfurt, París, Luxemburgo, Hong Kong, Taipéi, Seúl, Osaka y vuelos nacionales de carga dentro de China entre Shanghái, Pekín, Shenzhen, Xian, Tianjin, Hangzhou, Qingdao, Weifang y Yantai.

## Flota

### Flota Actual
La flota de Suparna Airlines se compone de las siguientes aeronaves (agosto de 2023):
La flota de la aerolínea posee a agosto de 2023 una edad media de 12,9 años.

### Flota Histórica
La aerolínea durante su existencia operó las siguientes aeronaves: